# Прем'єр-міністр Греції

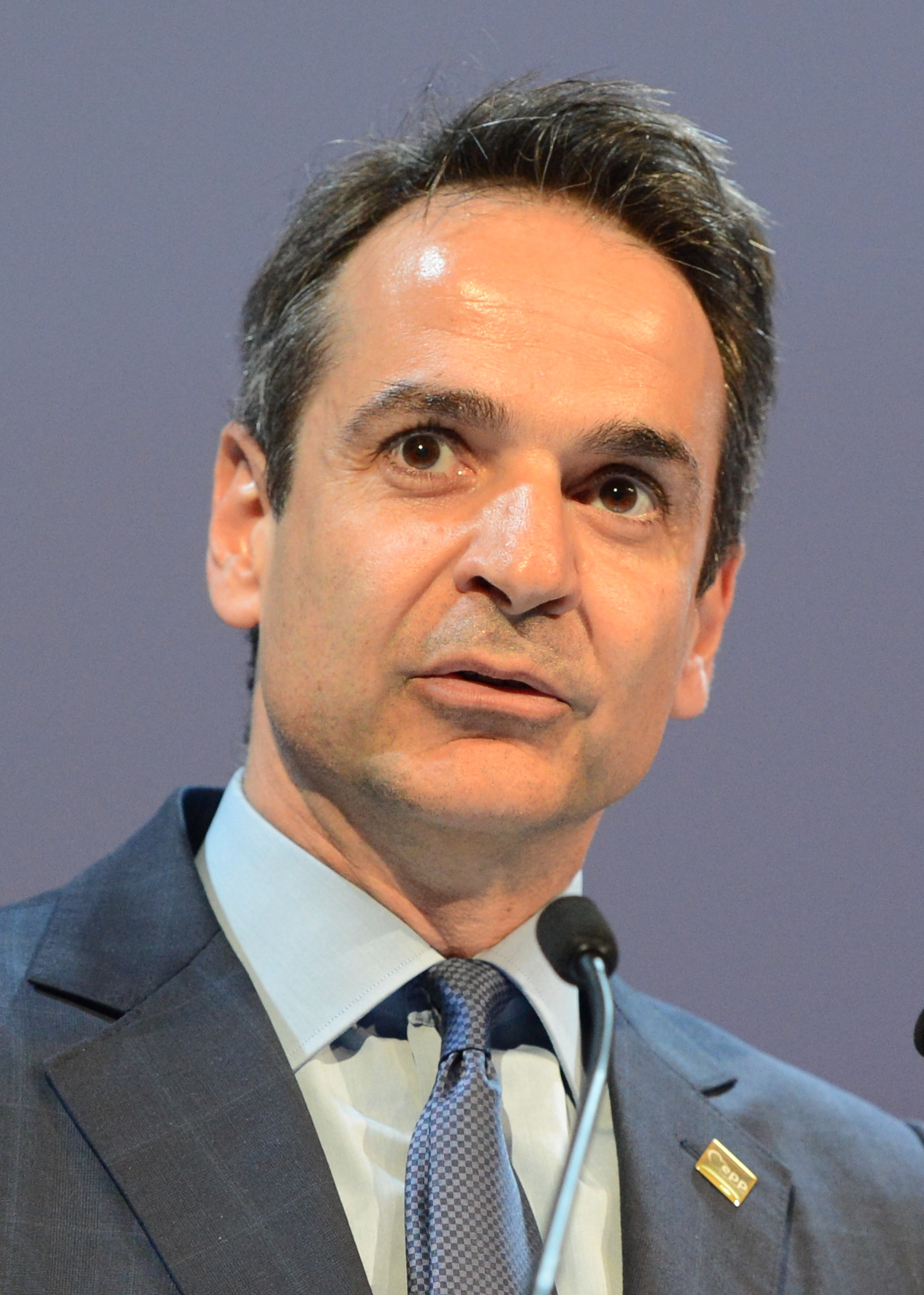
Чинний Прем'єр-міністр Греції Кіріакос Міцотакіс

Прем'єр-міністр Греції (грец. Πρωθυπουργός της Ελλάδος), офіційна назва посади — Прем'єр-міністр Грецької республіки (грец. Πρωθυπουργός της Ελληνικής Δημοκρατίας) — голова Кабінету міністрів Грецької Республіки.
Чинним прем'єр-міністром Греції від 26 червня 2023 року є Кіріакос Міцотакіс, президент партії «Нова демократія».

## Процедура призначення
Прем'єр-міністр Греції офіційно призначається Президентом Греції. Згідно із грецькою Конституцією 1975 року, Президент призначає на посаду прем'єр-міністра лідера політичної партії, що набрала більшість голосів на парламентських виборах. Таким чином, парламентські вибори є певним чином еквівалентом голосування за кандидата на пост прем'єр-міністра країни.

## Офіційна резиденція

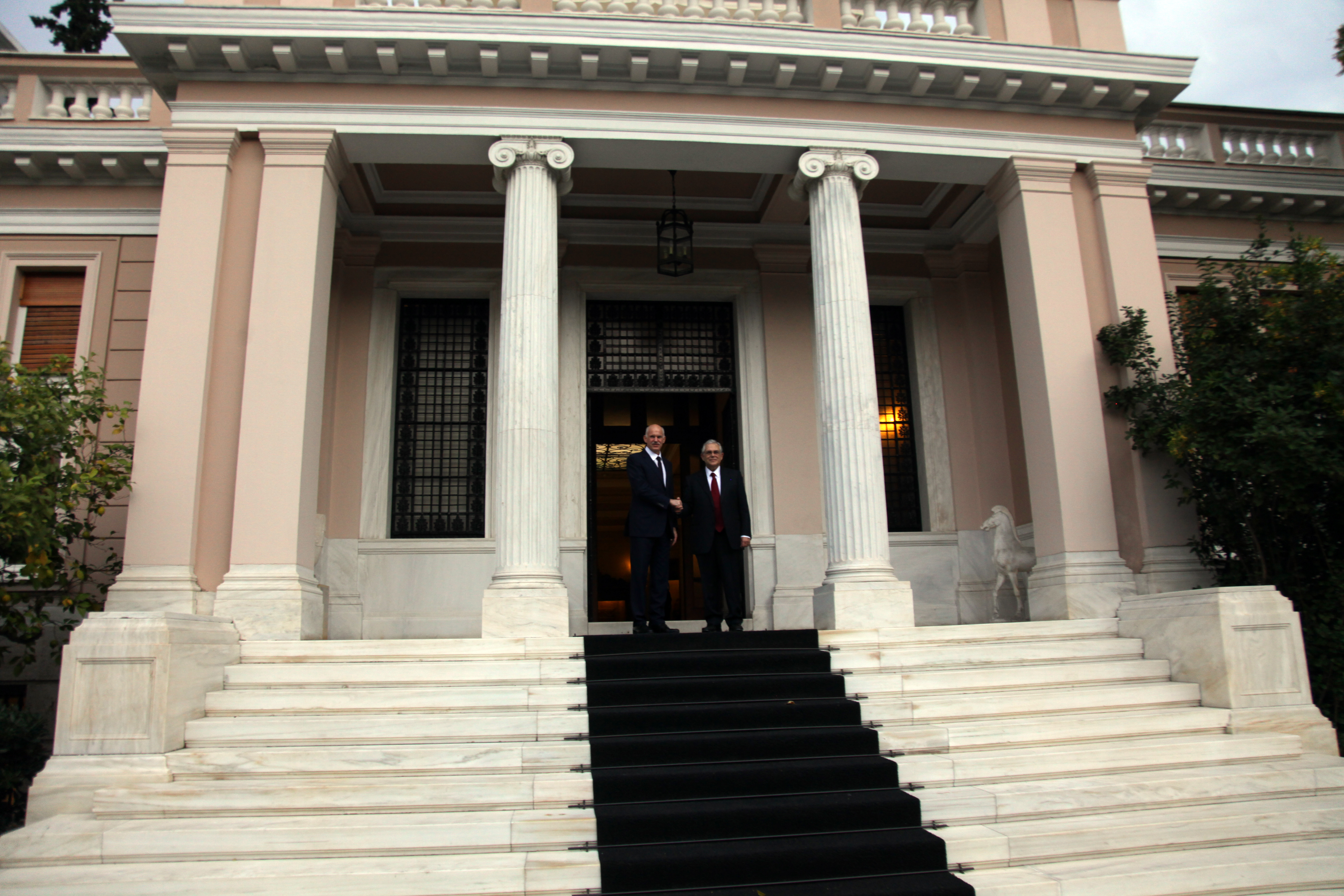
Колишні прем'єри Йоргос Папандреу та Лукас Пападімос на сходах парадного входу до Садиби Максімоса

Офіційна резиденція Прем'єр-міністра Греції — Садиба Максімоса, розташована по вулиці Ірода Аттика, 19, в Афінах, у безпосередній близькості до Президентського палацу, Національного саду та площі Синтагми із палацом Грецького парламенту.

## Історія посади

### Грецька революція
Під час Грецької національно-визвольної війни за незалежність в різних регіонах Греції, які були визволені від османського контролю, почали формуватись демократичні органи самоврядування, як, наприклад, Пелопоннеський сенат. Між тим вищі владні органи, як, наприклад, перші Національні Збори в Епідаврі, утворювались рідко і лише для забезпечення загальної управлінської координації. До кладу Перших Національних зборів увійшли 5 членів під керівництвом Александроса Маврокордатоса. Ці збори здійснювали загальногрецьке управління до 1828 року, коли був створений перший грецький уряд, очолений Іоанном Каподистрією, який фактично став одночасно і президентом, і прем'єр-міністром країни. Каподістрія був убитий 1831 року, на державному посту його замінив рідний брат Августин Каподистрія, проте вже наступного року його уряд був розпущений. Пізніше у Греції змінилось ще кілька урядів, допоки 1833 року в країні за рішенням Великих держав не була встановлена монархія.

### Правління короля Оттона
1832 року на грецький престол був запрошений неповнолітній Баварський принц Оттон. Спочатку уряд країни очолювала регентська рада. Глава Ради Йозеф Людвиг фон Армансперг був де-факто головою уряду під час правління короля Оттона. Пізніше Оттон відсторонив своїх радників від реальної влади і зосередив абсолютну владу у власних руках, ефективно управляючи країною.
Після Повстання 3 вересня 1843 року король Оттон був змушений надати Конституцію, новим очільником уряду став Андреас Метаксас. Саме Метаксас першим в історії Грецької республіки зайняв пост «Прем'єр-міністра Греції». Після того, як офіційно був впроваджений апарат Прем'єр-міністра, відповідальність за самоврядування на місцях була покладена на грецький народ.

### Правління Георга І
У 1862 році Оттон був скинутий з престолу, грецький народ обрав нового монарха в особі короля Георга I. У найближчі 15 років партійна система бурхливо розвивалась у Греції. Найбільшу підтримку отримували правоорієнтована Націоналістична партія на чолі з Александросам Кумундуросом і ліберальнішою «Новою партією» під керівництвом Харілаоса Трикупіса. Саме Трикупіс після виборів 1874 року змусив короля прийняти грец. αρχή της δεδηλωμένης — принцип призначення королем на посаду прем'єр-міністра лідера більшості в парламенті. Націоналістів в Греції пізніше очолив Теодорос Деліянніс, який за власним зізнанням, був завжди про того, що підтримував Трикупіс. Ця двопартійна система існувала до 1910 року, навіть опісля того як після смерті Трикупіса 1895 року «Нову партію» очолив Георгіос Теотокіс та після вбивства Деліянніса в 1905 році, яка призвела до розколу партії на консервативну та націоналістичну течії.

### Міжвоєнний період
В 1910 році грецькі офіцери скинули чинний уряд. Ця подія уможливила прибуття до Греції критського політика Елефтеріоса Венізелоса, що відкрив нову сторінку політичної історії Греції. Разом зі своїми соратниками він сформував першу організовану політичну силу — Ліберальну партію Греції, яка відстоювала прогресивні ідеали лібералізму та республіканства. На противагу їй була створена промонархістська «Народна партія» під проводом Дімітріоса Гунаріса. Антагонізм між цими політичними силами, прихильниками монархії і республіки, буде домінувати на політичній арені і після завершення Другої світової війни.